# Бібліографічна діяльність
Бібліографі́чна дія́льність (англ. Bibliographic activities) — сфера інформаційної діяльності, спрямована на задоволення потреб користувачів у бібліографічній інформації (інформація про документ, необхідна для його ідентифікації та використання); сукупність процесів виробництва та поширення такої інформації.

## Різновиди
Процеси бібліодіяльності поділяють на бібліографування та бібліографічне обслуговування.

### Бібліографування
Бібліографування — процеси створення бібліографічної інформації.

#### Етапи
1. Бібліографічне виявлення — пошук документів як об'єктів бібліографування для їх подальшого бібліоопрацювання.
2. Бібліографічний відбір — виокремлення документів відповідно до визначених критеріїв (змістових чи формальних) з метою їх відображення в бібліоінформації.
3. Бібліографічна характеристика — складання бібліографічних записів на підставі аналізу форми та змісту документів.
4. Бібліографічне групування — об'єднання бібліографічних записів у групи за визначеними ознаками.
5. Розташування бібліографічних записів усередині найдрібнішої рубрики. Розрізняють змістові, формальні та змішані способи розташування.

### Бібліографічне обслуговування
Бібліографічне обслуговування — процес доведення бібліографічної інформації до споживачів.

#### Види
- довідково-бібліографічне
- бібліографічне інформування споживачів
- рекомендаційно-бібліографічне обслуговування.[5]